# Camponotus fedtschenkoi
Camponotus fedtschenkoi é uma espécie de inseto do gênero Camponotus, pertencente à família Formicidae.